# Destruido en segundos
Destroyed in Seconds (llamado en Hispanoamérica y España Destruido en Segundos) es una serie de televisión media hora estadounidense distribuida por Discovery Channel de escenas de destrucción grabadas en momentos inesperadamente destructivos. Dirigido por Ron Pitts, que cuenta con segmentos de vídeo de varias cosas que son destruidos con bastante rapidez (por lo tanto, "en cuestión de segundos"), tales como aviones estrellándose, explosiones, hundimientos, barcos que se estrellan, incendios, accidentes de autos de carrera, inundaciones, etc. La naturaleza del espectáculo se asemeja estrechamente a real TV. El programa utiliza el vídeo real de los acontecimientos reales, y el comentario que explica la destrucción retratado. La mayoría de los videos han añadido efectos de sonido. Algunos de los eventos vistos tienen como resultado accidentes mortales (pero son muy pocos), y todos los acontecimientos tienen daños materiales. Actualmente se encuentra en pausa.

## Formato
Consiste en diferentes grabaciones y vídeos de diferentes medios que muestran contenido con escenas diferentes tipos de destrucción: de Edificios, explosiones, choques, fallas técnicas, o por la propia naturaleza (sismos, terremotos, tsunamis, etc.)
Por lo general, si la destrucción es horrible, muy peligrosa, o contiene los resultados de muchas lesiones, el espectáculo por lo general entra en comercial antes del momento del impacto, justo antes, o un poco después. Cuando el programa se inicia de nuevo, se revisa lo que pasó y luego explica lo que comenzó el incidente.